# رابرت شاولاکادزه
رابرت شاولاکادزه (گرجی: რობერტ შავლაყაძე؛ زادهٔ ۱ آوریل ۱۹۳۳ – درگذشته ۴ مارس ۲۰۲۰) ورزشکار پرش ارتفاع اهل اتحاد جماهیر شوروی سوسیالیستی بود.
وی همچنین برندهٔ جوایزی همچون نشان لنین شده‌است.
رابرت شاولاکادزه در مسابقات کشوری و بین‌المللی در مجموع برندهٔ ۱ مدال طلا، ۱ مدال برنز شده‌است.